# Тихаб
Тихаб — село в Тляратинском районе Дагестана. Входит в состав сельского поселения сельсовет Гведышский.

## География
Расположено в 9 км к северо-востоку от районного центра — села Тлярата, на реке Ухтильор.

## Население
| 1939 | 1970 | 1989 | 2002 | 2010 | 2021 |
| ---- | ---- | ---- | ---- | ---- | ---- |
| 2    | ↗17  | ↘0   | →0   | →0   | ↗1   |